# Steinfeld (Broderstorf)
Steinfeld ist ein Ortsteil der Gemeinde Broderstorf im Landkreis Rostock in Mecklenburg-Vorpommern (Deutschland).

## Geografie
Steinfeld liegt etwa zehn Kilometer östlich von Rostock. Mit Ausnahme des Ortsteiles Öftenhäven liegt Steinfeld mit den Ortsteilen Fienstorf und Rothbeck an der oberen Carbäk, einem Bach, der im östlich gelegenen Landschaftsschutzgebiet entspringt und in der Nähe der Vorpommernbrücke in die untere Warnow mündet.

## Geschichte
Steinfeld wurde am 13. Mai 1334 erstmals urkundlich erwähnt.
Am 8. August 2012 beschloss der Gemeinderat mit knapper Mehrheit den Beitrittsvertrag zur Gemeinde Broderstorf. Dieser wurde am 9. August 2012 von beiden Bürgermeistern unterzeichnet. Am 1. Januar 2013 wurde Steinfeld somit ein Ortsteil von Broderstorf. Dieser Akt wurde von Teilen der Einwohner abgelehnt. Ein Bürgerentscheid wurde durch den Bürgermeister und Gemeindevertreter des „Steinfelder Kreises“ und der „Liste Steinfeld“ verhindert.